# Phanerotoma novacaledoniensis
Phanerotoma novacaledoniensis är en stekelart som beskrevs av Herbert Zettel 1990. Phanerotoma novacaledoniensis ingår i släktet Phanerotoma och familjen bracksteklar. Inga underarter finns listade i Catalogue of Life.